# هيكتور أفيلا
هيكتور أفيلا (مواليد 14 يوليو 1972) هو ملاكم دومينيكي، مثّل بلاده في الألعاب الأولمبية الصيفية 1992.

## روابط خارجية
هيكتور أفيلا على موقع بوكس ريك (الإنجليزية) (registration required)
- هيكتور أفيلا على موقع أوليمبيديا (الإنجليزية)